# Yuzhni (Armavir)
Yuzhni (del ruso: Южный) es un posiólok del ókrug urbano de la ciudad de Armavir, en el krai de Krasnodar de Rusia. Está situado al sur de la orilla izquierda del río Kubán, 9 km al noroeste de Armavir y 159 km al este de Krasnodar. Tenía 529 habitantes en 2010.
Pertenece al ókrug rural Prirechni.

## Transporte
Por la localidad pasa la carretera federal M29 Cáucaso.